# Phước Hiệp, Đà Nẵng
Phước Hiệp là một xã thuộc huyện Phước Sơn, tỉnh Quảng Nam, Việt Nam.
Xã Phước Hiệp có diện tích 145,35 km², dân số năm 2019 là 2.477 người, mật độ dân số đạt 17 người/km².